# Perovo, Grosuplje
Perôvo je nekdanje naselje, danes pa del mesta Grosuplje v istoimenski občini.
Leži na vzpetini nad avtocesto Ljubljana–Višnja Gora na križišču cest proti Polici in proti Zgornji Slivnici. K Perovemu spada tudi nižje ležeči zaselek Potok ob potoku Breg, ki priteka iz Črne doline in se izliva v Stari breg oziroma Grosupeljščico. Okolica je urejena v terase z obdelanimi travniki in polji.
Skozi današnje Perovo je potekala starorimska cesta in v njem so odkrili številne izkopanine, vključno z bronasto sekiro. Gospodarstvo vasi je temeljilo na kmetijstvu, še posebej poljedelstvu in živinoreji. Leta 1910 so v vas napeljali vodovod iz Črne doline. Območje blizu mostu, ki je prečkal Breg, so prebivalci uporabljali kot pralnico. Med drugo svetovno vojno je 3. januarja 1942 vas požgala italijanska vojska v boju s partizani; tedaj padlemu borcu je posvečeno spominsko znamenje na vrhu vasi. Kot samostojno naselje je Perovo prenehalo obstajati leta 1971, ko so ga priključili Grosuplju.